# ستانولوویچه
ستانولوویچه (به صربی: Stanuloviće) یک منطقهٔ مسکونی در صربستان است که در بروس واقع شده‌است. ستانولوویچه ۱۶٫۷۶ کیلومتر مربع مساحت و ۲۶ نفر جمعیت دارد و ۹۹۹ متر بالاتر از سطح دریا واقع شده‌است.